# Lasius sitiens
Lasius sitiens är en myrart som beskrevs av Wilson 1955. Lasius sitiens ingår i släktet Lasius och familjen myror. Inga underarter finns listade i Catalogue of Life.

## Bildgalleri

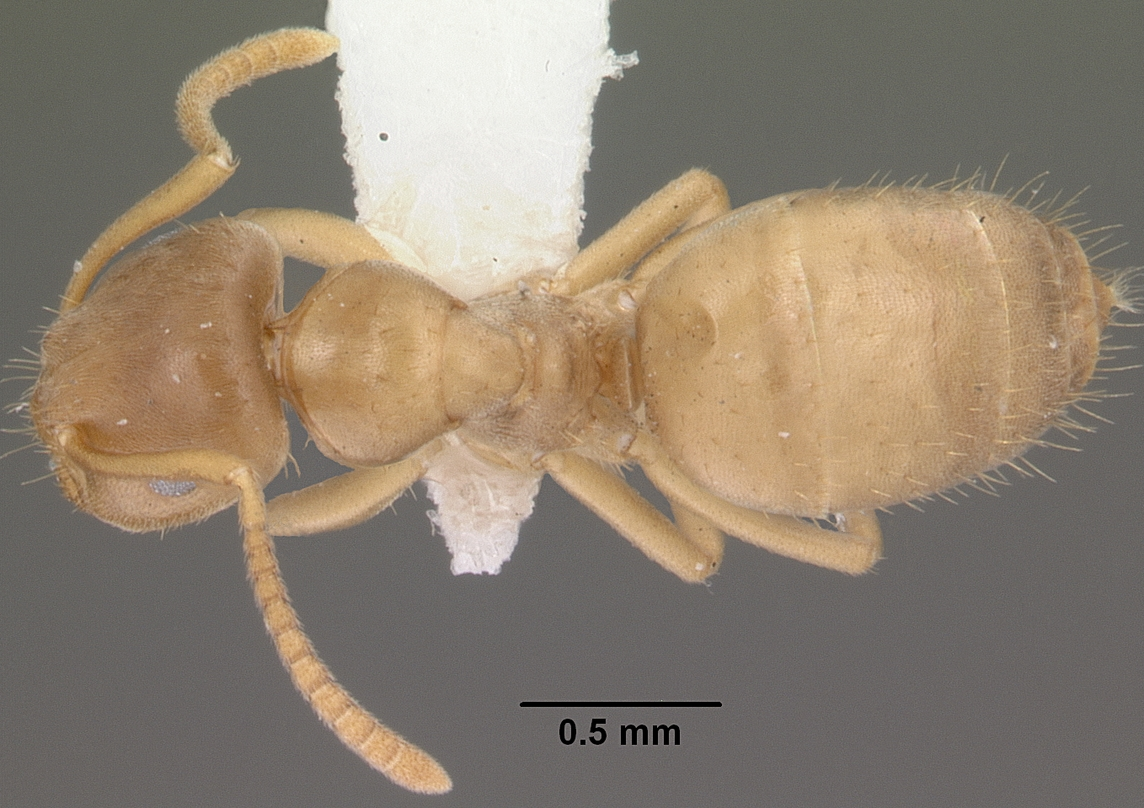
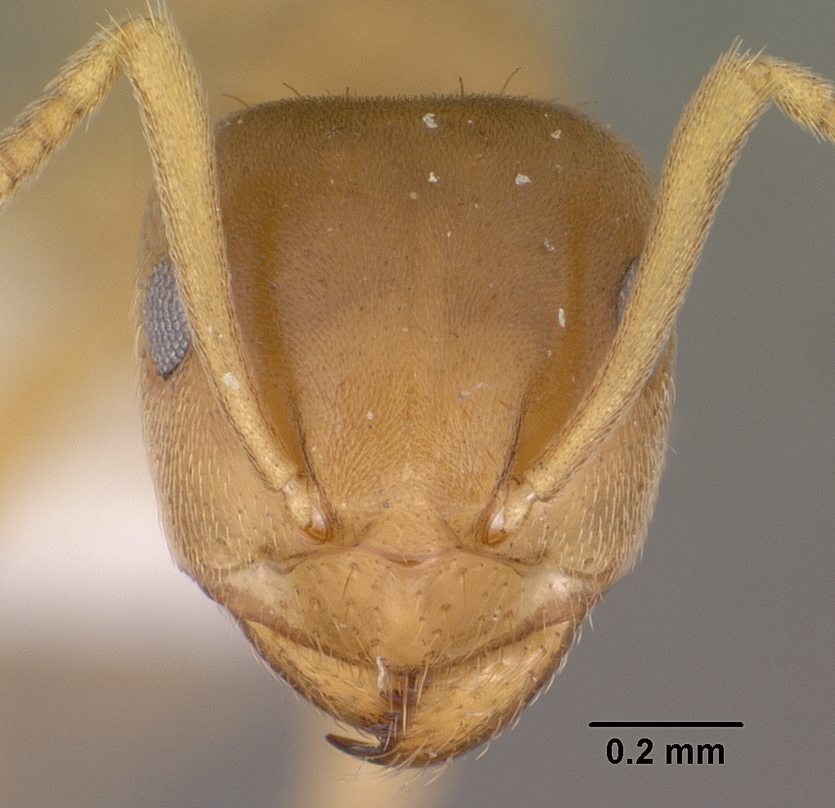
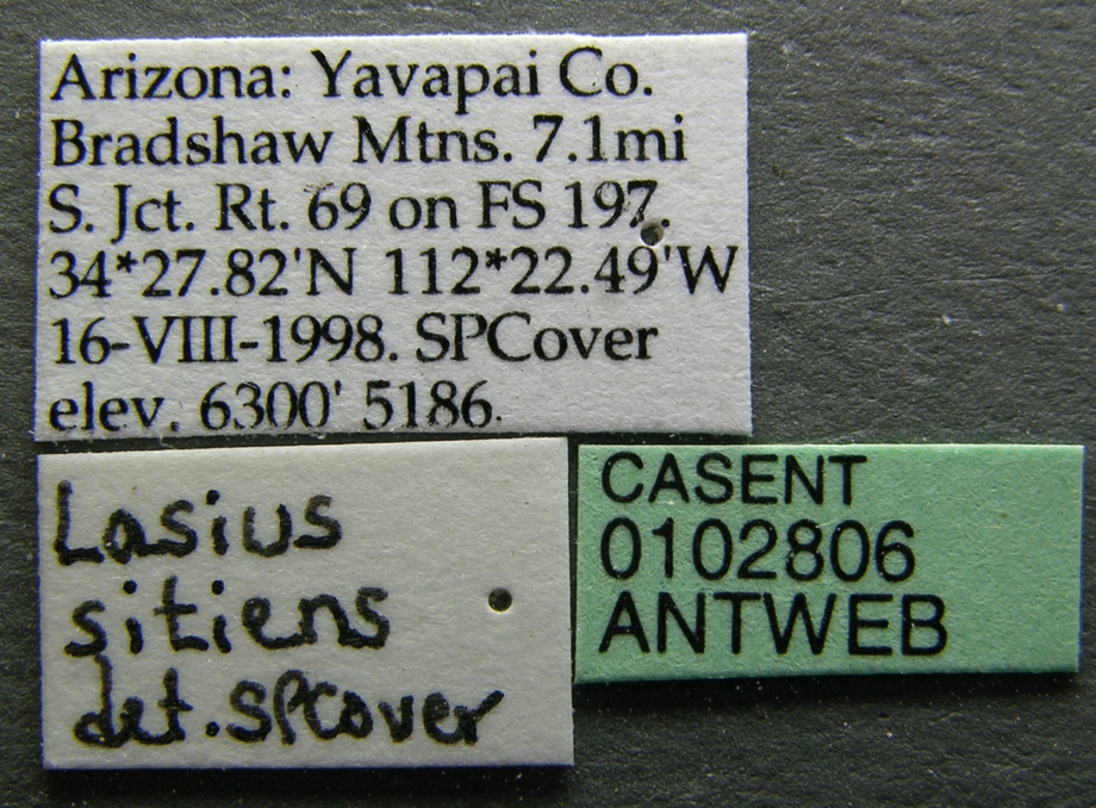
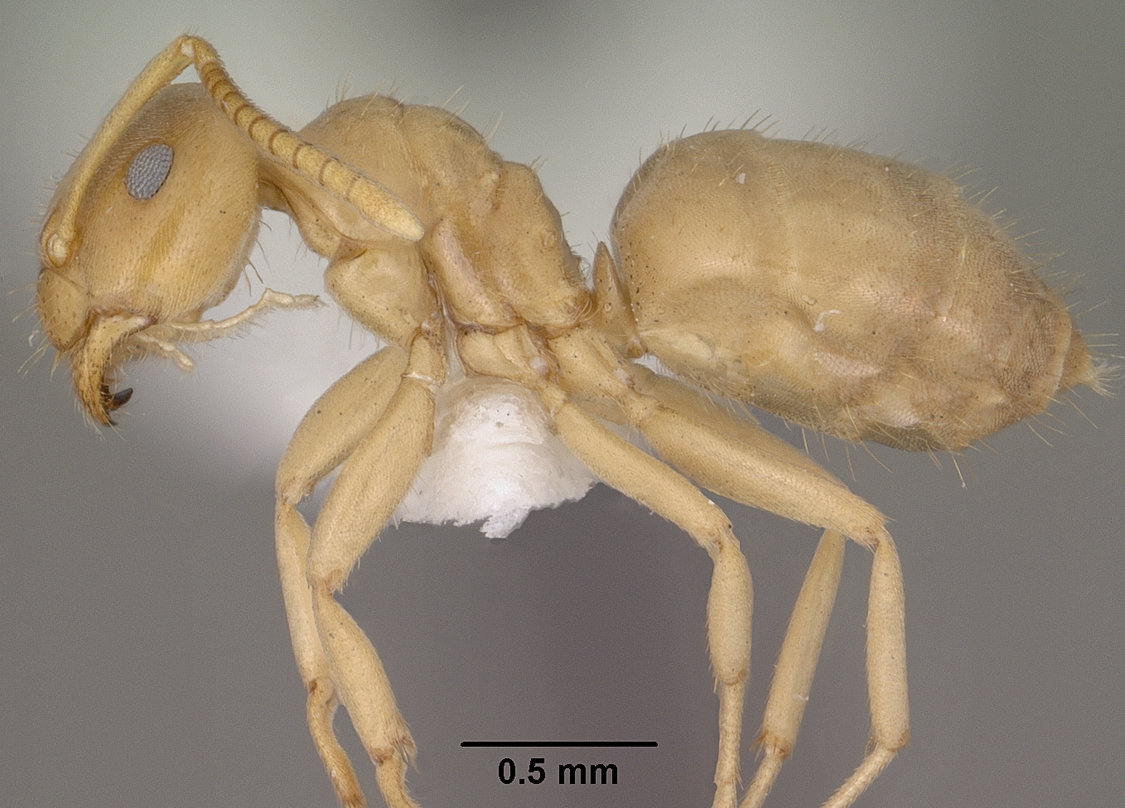